# John Munroe
John Munroe (* 1796 in Schottland; † 26. April 1861 in New Brunswick, New Jersey) war ein US-amerikanischer Offizier und Politiker. Er war von 1849 bis 1851 Militärgouverneur im New-Mexico-Territorium.

## Frühe Jahre
John Munroe wurde in Schottland geboren und wanderte schon in jungen Jahren nach Amerika aus. Am 12. Oktober 1812 schrieb er sich an der US-Militärakademie in West Point ein. Dort blieb er bis März 1814. Es folgte eine lange militärische Laufbahn in der US-Armee. Im Lauf der Jahre stieg er vom Leutnant bis zum Oberst auf.

## Militärische Laufbahn
In der Endphase des Kriegs gegen England (1812–1814) war Munroe im Fort Independence als Artillerieoffizier stationiert. Im Jahr 1818 wurde er Oberleutnant und 1825 Hauptmann. Dabei war er in verschiedenen militärischen Stützpunkten tätig. In den Jahren 1831 und 1832 war er am Black-Hawk-Krieg beteiligt. Während der Nullifikationskrise in den Jahren 1832 und 1833 war er im Hafen von Charleston, South Carolina, stationiert. In den folgenden Jahren nahm er an einigen Feldzügen gegen die Indianer teil. Im Jahr 1838 wurde er zum Brevet-Major befördert.
Während des Mexikanisch-Amerikanischen Krieges stieg er bis zum Oberst auf. Er nahm an mehreren Schlachten teil. Zeitweise diente er unter General Zachary Taylor. Nach dem Krieg wurde er für zwei Jahre Militärgouverneur in New Mexico. Nach Zwischenstationen in Virginia und South Carolina wurde er 1853 Kommandeur der Truppen in Florida. Diese Aufgabe nahm er bis 1856 wahr. Nach einem unbezahlten Urlaub wurde er zwischen 1858 und Januar 1861 Kommandeur der US-Truppen am Platte River. Sein Hauptquartier war Fort Randall in North Dakota. Er verstarb im April 1861.